# TWA 5

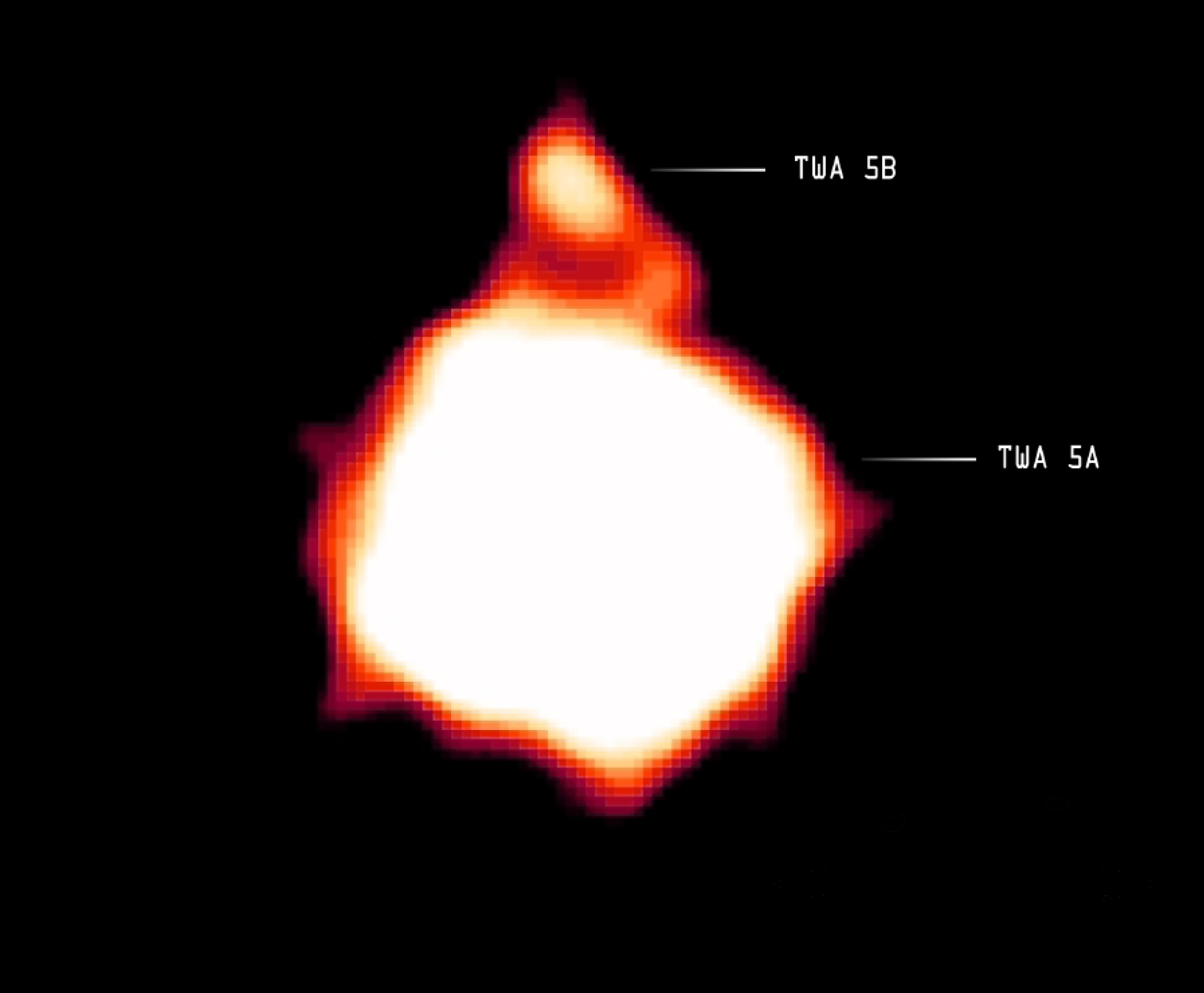
Aufnahme des Röntgenteleskops Chandra

| TWA 5 (CD −33° 7795)                                    | TWA 5 (CD −33° 7795) |
| ------------------------------------------------------- | -------------------- |
| Beobachtungsdaten Äquinoktium: J2000.0, Epoche: J2000.0 |                      |
| Sternbild                                               | Hydra                |
| Rektaszension                                           | 11h 31m 55,3s        |
| Deklination                                             | −34° 36′ 27″         |
| Astrometrie                                             |                      |
| Radialgeschwindigkeit                                   | (13 ± 4) km/s        |
| Entfernung                                              | ca. 160 Lj ca. 50 pc |
| Andere Bezeichnungen                                    |                      |
| CD −33° 7795 • TYC 7223-275-1 • 2MASS J11315526-3436272 |                      |

TWA 5 (auch CD −33° 7795) ist ein junges, etwa 160 Lichtjahre von der Erde entferntes Mehrfachsystem im Sternbild Hydra, das aus einem engen Doppel- oder gar Dreifachsternsystem und einem Begleiter der Spektralklasse M8 bis M9 besteht, der durch knapp 2 Bogensekunden vom engen Zentralsystem getrennt ist und bei dem es sich vermutlich um einen Braunen Zwerg handelt. Der äußere Begleiter TWA 5 B wurde durch Webb et al. mit Hilfe von Speckle-Interferometrie entdeckt. Das System gehört zur TW-Hydrae-Assoziation.